# Wiesau
Wiesau este o comună-târg din districtul Tirschenreuth, regiunea administrativă Palatinatul Superior, landul Bavaria, Germania.